# Коника девяти точек

Коника девяти точек

Коника девяти точек полного четырёхугольника — это коническое сечение, проходящее через три диагональные точки и шесть середин сторон полного четырёхугольника.
Коническое сечение девяти точек описал Максим Бохер в 1892 году. Более известная окружность девяти точек является частным случаем коники Бохера. Другой частный случай — гипербола девяти точек.

## Определение
Бохер использовал четыре точки полного четырёхугольника как три вершины треугольника и одну независимую точку:
Пусть задан треугольник ABC и точка P на плоскости. Коническое сечение можно провести через следующие девять точек:
середины сторон треугольника ABC,
середины отрезков, соединяющих P с вершинами треугольника,
точки, где эти прямые, проходящие через P и вершины треугольника, пересекают стороны треугольника.

## Свойства
Коническое сечение будет эллипсом, если P лежит внутри треугольника ABC или в одной из областей плоскости, отделённых от внутренности треугольника двумя сторонами. В противном случае коника будет гиперболой. Бохер заметил, что в случае, когда P является ортоцентром, получим окружность девяти точек, а когда P лежит на описанной окружности треугольника ABC, коника будет равнобокой гиперболой.
В 1912 году Мод Минторн показала, что коника девяти точек является геометрическим местом центров конических сечений, проходящих через четыре заданные точки.